# La distancia entre el barro y la electrónica. Siete diferencias valdelomarianas
La distancia entre el barro y la electrónica. Siete diferencias valdelomarianas es un disco de estudio del artista exflamenco español Niño de Elche, publicado únicamente en formato doble vinilo, en una edición limitada de 999 ejemplares numerados. El trabajo parte de las investigaciones que Niño de Elche y Miguel Álvarez-Fernández (productor y director artístico del proyecto) realizaron en el archivo sonoro del artista granadino José Val del Omar, que pertenece al Museo Reina Sofía. En ese proceso contaron con el apoyo del Centro de Residencias Artísticas (CRA) de Matadero Madrid, así como del espacio de creación Azala en Vitoria.
La revista Mondosonoro describió el disco como “un doble mortal sin red en el abismo sónico, un proyecto artístico complejo no apto para mentes cerradas ni para oídos y estómagos sensibles”, y  añadía: “Nos ponemos el casco naranja del astronauta de 2001: Una odisea del espacio y despegamos hacia un silencio que comenzará a resquebrajarse ante nuestros ojos abiertos como platos, explotando en mil colores y completando grietas con unidades fonológicas mínimas y diluvios intermitentes de grabaciones de campo y fragmentos teóricos recitados por Val del Omar, lanzándonos al espacio exterior sonoro en siete pistas plagadas de atmósferas experimentales y poesía declamada con lengua de fuego por Niño de Elche”.
La aproximación de este trabajo discográfico hacia la figura de Val del Omar suscitó una enconada polémica en las páginas del suplemento cultural del diario El País, que publicó un artículo titulado “La distancia entre Niño de Elche y una misa” donde se afirmaba, por ejemplo, que “Francisco Contreras, Niño de Elche (1985), pudo haber tomado de Val del Omar su trabajo técnico, purgado —con mucho esfuerzo— de ideología, pero prefirió no hacerlo; prefirió tomarlo al completo. Así que grabó una misa”. A ese artículo respondió Lluís Alexandre Casanovas, especialista en la obra de Val del Omar, con otro titulado “José Val del Omar y el arte de tomar partido”, en el que sostenía que “Val del Omar ha sido, a menudo, víctima de esta simplificación: su trabajo se ha deformado hasta poder integrarse sin fisuras o bien en la izquierda o en la derecha cultural. Este cineasta atrae ahora a una nueva generación de artistas que ven en el despliegue multidisciplinar que hace de sus contradicciones un referente más útil que cualquier ficción heroica”. Carlos García Simón, autor del primer artículo, escribió a su vez una contrarréplica, donde afirmaba que “Val del Omar no maneja siquiera la categoría de diálogo. Él quiere hacer valer su sonido diafónico como herramienta para la construcción de la típica tensión fascista entre tradición y futuro”, y describía al artista granadino como alguien “cabalmente nacionalcatólico desde su colaboración con las Misiones Pedagógicas de la Institución Libre de Enseñanza que, no olvidemos, son trasunto del krausismo, es decir, de una síntesis idealista (o sea, orgánica) entre cristianismo (‘misiones’) y secularización (‘pedagógicas’) ajustada a los intereses nacionales de la pequeña burguesía”.
La distancia entre el barro y la electrónica, por otra parte, se complementa con la instalación de Niño de Elche titulada Auto Sacramental Invisible. Una representación sonora a partir de Val del Omar, presentada por el Museo Reina Sofía entre el 7 de octubre de 2020 y el 1 de noviembre de 2021. Las críticas a esta propuesta multimedia han resaltado el parentesco entre los dos artistas en diálogo, pero también han señalado importantes diferencias entre ellos: “Por el mismo espacio híbrido, indefinido en su orientación y bulboso en su heterodoxia, por el que se mueve Niño de Elche transitaba el creador experimental José Val del Omar, fotógrafo, cineasta e inventor granadino fallecido en 1982. Al contrario que el primero, que ha trascendido el underground para disfrutar de las glorias y los excesos del mainstream, casi nunca en vida y apenas en su posteridad ha salido Val del Omar del anonimato creativo”.
El disco se ha presentado en directo en varias ocasiones y formatos, a menudo como “conferencia performativa”, y también como concierto.

## Canciones
Disco uno:
Cara A:
1. Primera diferencia: Al principio fue el fonema
2. Segunda diferencia: Oraciones del siglo XXI[11]

Cara B:
1. Tercera diferencia: Diluvio electrónico
2. Cuarta diferencia: Malagueña planetaria
3. Quinta diferencia: Bailan sin saber por qué

Disco dos:
Cara A:
1. Sexta diferencia: Seguiriyas atonales sin fin

Cara B:
1. Séptima diferencia: Hundimiento vertical[12]

## Créditos
- Voces: Niño de Elche
- Electrónica: Miguel Álvarez-Fernández

## Equipo técnico
- Dirección artística y producción: Miguel Álvarez-Fernández
- Grabación de voces en Metropol Studios, por Javier “Harto” Rodríguez
- Mezclado por Miguel Álvarez-Fernández
- Masterizado por Alan Lockwook, en The Bass Valley Studios Barcelona

- Fotografía y diseño: Juan Carlos Quindós
- Textos: Miguel Álvarez-Fernández